# КК Јахорина Пале
Кошаркашки клуб Јахорина је кошаркашки клуб из Пала, град Источно Сарајево, Република Српска, БиХ. Клуб своје утакмице игра у спортској дворани у Палама, капацитета 2.360 мјеста.
Клуб спада у најмлађе кошаркашке клубове у Републици Српској, а основан је 2004. године. Клуб се у сезони 2012/13. такмичи у првој лиги Српске. 